# Valiko Djoughéli
Valiko Djoughéli (en géorgien : ვალიკო ჯუღელი et en français parfois orthographié : Valiko Djougheli), né en janvier 1887 et mort en août 1924, était un homme politique et un commandant militaire géorgien.

## Biographie
Il participe au début du XXe siècle au mouvement marxiste en Géorgie (alors partie intégrante de l'Empire russe). Après la scission du Parti ouvrier social-démocrate de Russie, auquel il adhère, il rejoint le camp des bolcheviks avant de rallier les mencheviks pour lesquels il devient un cadre influent.

### Commandant de la Garde populaire
Après la révolution russe de février 1917, il organise à Tiflis la Garde rouge géorgienne, renommée plus tard Garde populaire (parfois Garde nationale) : composée de volontaires, elle constitue une force paramilitaire dont le ciment est l'opposition au régime tsariste. Le 12 décembre 1917, il commande un raid contre l'Arsenal de l'armée tsariste à Tiflis gardé par les soldats russes pro-bolchéviques.
En mai 1918, s'il ne partage pas l'idée de la proclamation unilatérale de l'indépendance de la Géorgie, il se range à l'avis de la majorité et soutient la République démocratique de Géorgie.
De mai 1918 à février 1921, il commande la Garde populaire avec l'appui du Parlement et des deux chefs de gouvernement sociaux-démocrates successifs, Noé Ramichvili et Noé Jordania, peu enclins à accorder leur confiance à l'armée régulière (dont l'encadrement avait été formé dans les Académies militaires tsaristes) et plus favorables à la nouvelle force paramilitaire. Il se voit attribuer des missions militaires et de maintien de l'ordre, à la frontière turque (afin de relever les gardes-frontières russes et de contenir les avancées ottomanes), en Abkhazie (afin de contenir les avancées de l'armée blanche d'Anton Denikine, dans la région de Tskhinvali (aujourd'hui Ossétie du Sud) où la partie ossète de la population conteste l'autorité du pouvoir central de Tiflis et dans celle du district de Lori où la partie arménienne de la population se mutine (et déclenchera une guerre arméno-géorgienne): la réaction de la Garde populaire est toujours implacable, Valiko Djoughéli se forge la réputation d'un chef de guerre autoritaire, couvrant les débordements de ses troupes.

### L'exil temporaire en France
En mars 1921, il s'oppose avec son détachement -conjointement avec l'armée régulière- à l'invasion du territoire géorgien par les armées de la Russie soviétique, mais doit battre retraite de Tiflis à Batoumi, et finalement s'embarque avec la classe politique géorgienne pour Constantinople, puis pour la France (Leuville-sur-Orge).

### Le retour clandestin en Géorgie et la mort
En février 1924, il est envoyé clandestinement en Géorgie par le gouvernement en exil, après l'ancien ministre de l'agriculture Noé Khomériki et l'ancien maire de Tiflis Bénia Tchkhikvichvili, afin de préparer une insurrection nationale contre l'occupation soviétique. L'infiltration des conjurés par la Tchéka, et diverses imprudences, aboutissent à son arrestation -ainsi qu'à celle d'autres conjurés : il est fusillé avant le déclenchement des opérations, le 28 août. Auparavant, avec l'aide de Lavrenti Béria, à l'époque jeune cadre de la police politique soviétique cherchant à jouer une carte personnelle, il a pu informer les conjurés de la découverte du complot, mais n'est pas entendu.

## Hommage
Le général Guiorgui Kvinitadzé, commandant en chef de l'armée régulière géorgienne et peu enclin à soutenir la Garde populaire, écrira dans ses mémoires : « Valiko Djoughéli était un homme d'un courage personnel exceptionnel mais il n'était pas préparé à jouer le rôle que l'on avait voulu lui faire jouer ».
David Charachidzé, député de l'Assemblée constituante, écrira en 1929 : « Sa vaillance lui avait acquis l'estime générale et la profonde affection des masses populaires, mais aussi la haine féroce de ceux auxquels il avait si souvent barré la route de la Géorgie ».